# Louis Daquin
Louis Daquin (Calais, 1908. május 20. – Párizs, 1980. október 2.) francia filmrendező, forgatókönyvíró, színész.

## Életpályája
Kereskedelmi főiskolát végzett, majd újságíró és a Renault gyár sajtófőnöke lett. 1932-ben Pierre Chenal, 1936-ban Julien Duvivier segédrendezője volt. 1936–1940 között produkcióvezető és vágó volt. Filmrendezőként 1938-ban debütált A játékos című német film francia változatának forgatásakor. 1944-ben a Liberation mozi főtitkári bizottságának tagja volt. 1945–1962 között a CGT filmtechnikusi egyesület főtitkára volt. 1970–1977 között az IDHEC Tanulmányok igazgatója volt. 1977–1978 között az SRF filmrendezői társaság elnöke volt.

### Munkássága
Dolgozott Jean Grémillon, Fedor Ozep és Abel Gance mellett is. Rendezéseinek erénye a feszült drámai légkör megteremtése és a részletező jellemábrázolás volt. A kosztümös környezetet erőltetett aktualizálás nélkül is a mai (1971) problémák hordozójává tette. Kitűnő példa erre a Victorien Sardou-dráma nyomán készült Az áruló asszony (1946). Nagy jelentőségű munkája volt az Apáról fiúra (1949). Ebben a bányászkörnyezetben játszódó történetben széles társadalomrajzot adott, határozott kritikai szellemről, realista látásmódról tett tanúságot. Pályája csúcspontja az Isten után az első (1951) mind művészi kidolgozását, mind antifasiszta tendenciáját illetően. Nemcsak a nácikat ítélte el, de a kapitalista országok képmutató humanizmusát is. Nagy vihart váltott ki a Guy de Maupassant nyomán készült Bel Ami (1955) című filmje, amelyet Franciaországban éveken át tilos volt vetíteni.

## Filmjei

### Filmrendezőként
- A játékos (Le joueur) (1938)
- Mi gyerekek (Nous les gosses) (1941) (forgatókönyvíró is)
- Az asszony és a halál (Madame et le mort) (1943)
- Az áruló asszony (Patrie) (1946)
- A Bouquinquant testvérek (Les frères Bouquinquant) (1948) (forgatókönyvíró is)
- Apáról fiúra (1949) (forgatókönyvíró is)
- A fekete ruhás nő illatszere (Le parfum de la dame en noir) (1949)
- Isten után az első (1951) (forgatókönyvíró is)
- Bel Ami (1955) (forgatókönyvíró is)
- Baragan tövisei (Ciulinii Baraganului) (1957) (forgatókönyvíró is)
- A kalandor (1960) (forgatókönyvíró is)

### Színészként
- A nők bálványa (1937) (rendező-asszisztens is)
- Párizs ég? (1966)

### Rendező-asszisztensként
- Bűn és bűnhődés (1935)
- Különös Viktor úr (1938)

## Díjai
- a Karlovy Vary-i nemzetközi filmfesztivál legjobb rendezői díja (1949) Apáról fiúra

## Fordítás
- Ez a szócikk részben vagy egészben  a   Louis Daquin című francia Wikipédia-szócikk ezen változatának fordításán alapul.  Az eredeti cikk szerkesztőit annak laptörténete sorolja fel. Ez a jelzés csupán a megfogalmazás eredetét és a szerzői jogokat jelzi, nem szolgál a cikkben szereplő információk forrásmegjelöléseként.